# イラン地震 (2013年4月16日)
イラン地震（イランじしん）とは、イラン標準時2013年4月16日15時14分20秒に発生した、イランとパキスタンの国境に近いスィースターン・バルーチェスターン州ザーヘダーン付近を震源とする地震。

## 概要
震央は、ハッシュからおよそ86km離れた地点にある。震源の深さとモーメントマグニチュードはアメリカ地質調査所の推定では82.0kmとMw7.8、イラン地震センターの推定では95kmとMw7.5とした。沈み込んだアラビアプレートの内部で発生した、正断層型タイプのスラブ内地震であると推定されている。この地域では良く見られるタイプの地震である。

## 被害
地震の揺れは震源に近いイランとパキスタンのほか、アラブ首長国連邦、サウジアラビア、バーレーン、クウェート、アフガニスタン、インド、オマーン、カタールで観測された。
イラン国営テレビは一時、死者を少なくとも40人と報道したが、その後確認された死者を1人とした。死亡した1人は土砂崩れに巻き込まれた女性であるという。イラン赤新月社は発生からすぐに救援隊を派遣した。確認された負傷者は27人。なお、よりゆれの激しい震源地付近は人があまりいない場所であるため、被害は軽微であると推定されている。
国境を接するパキスタンでは、建物の倒壊などで40人が死亡、150人以上が負傷する被害が発生しており、パキスタン軍が救助活動を行っている。また、地震発生地点付近では電話がつながりにくくなったり、停電が発生している地域もある。

## その他
なお、イランではおよそ7日前の4月9日に死者が30人に達するMw6.3の地震が発生したばかりである。元々イランはプレートの境目に位置する国のため、たびたび巨大地震が多く発生するが、Mw7.0以上の地震は1997年5月10日以来である。